# منتخب إسكتلندا للكريكت
منتخب اسكتلندا الوطني للكريكت هو ممثل المملكة المتحدة الرسمي في المنافسات الدولية في كريكت .

## وصلات خارجية
- الموقع الرسمي